# Дархан (Сариагаський район)
Дарха́н (каз. Дархан) — село у складі Сариагаського району Туркестанської області Казахстану. Входить до складу Куркелеського сільського округу.
У радянські часи село називалось Красіно.
Населення — 2366 осіб (2021; 1975 у 2009, 1427 у 1999, 706 у 1989).